# Nghĩa Lợi, Nghĩa Đàn
Nghĩa Lợi là một xã thuộc huyện Nghĩa Đàn, tỉnh Nghệ An, Việt Nam.
Xã Nghĩa Lợi có diện tích 24,77 km², dân số năm 1999 là 3895 người, mật độ dân số đạt 157 người/km².